# Gabiley
Gabiley (somaleză Gabileh, arabă غابيلي) este un oraș din Somaliland.